# Pierre Colboc

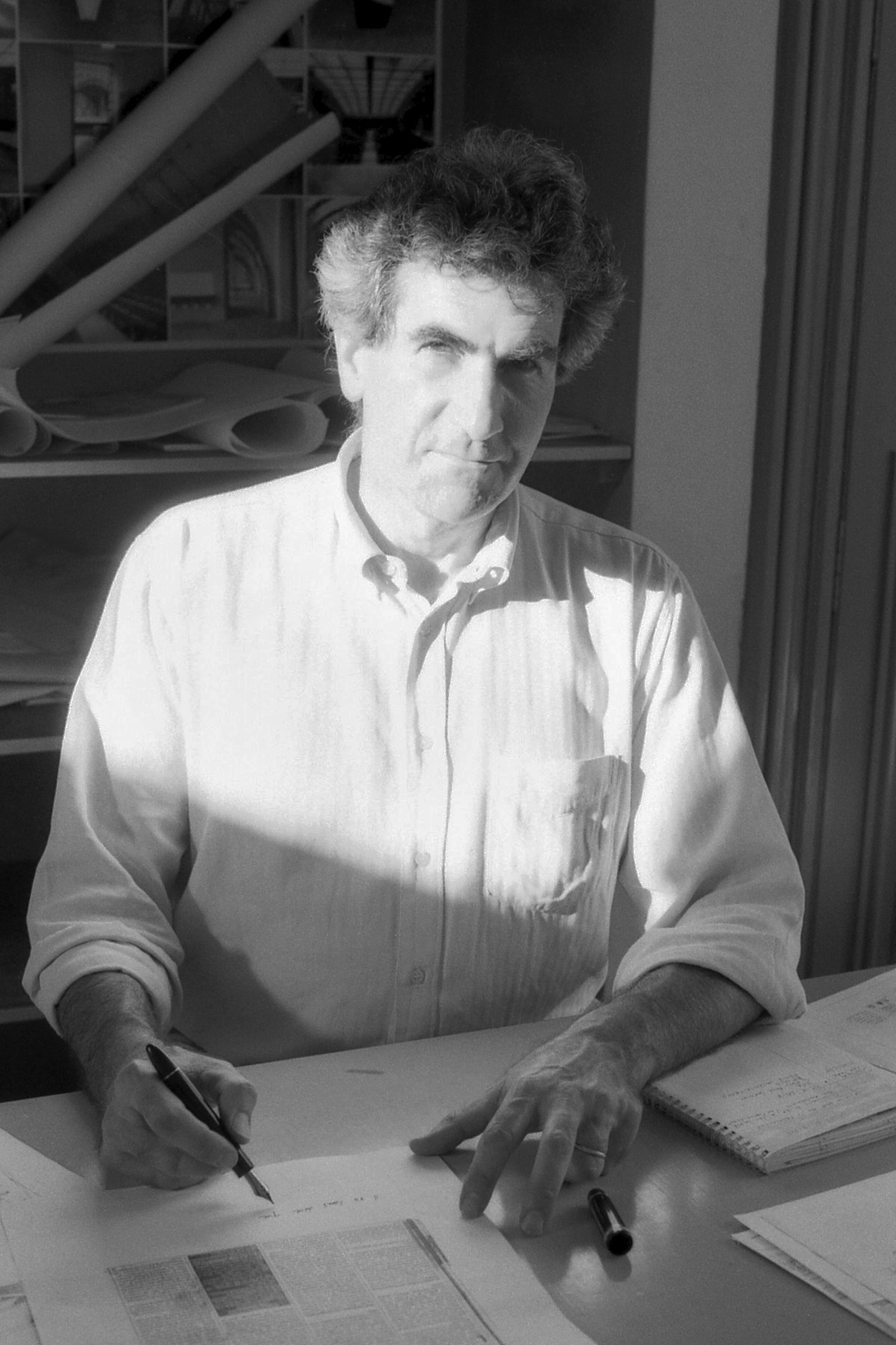
Pierre Colboc - Paris, 1990

Pierre Colboc (* 24. August 1940 in Algier; † 3. November 2017 in Paris) war ein französischer Architekt.

## Leben
Pierre Colboc war der Sohn von Henri Colboc (1917–1983), der ebenfalls Architekt war und 1944 den Rompreis für das Thema: Le palais international du travail erhielt und den Marché d'Intérêt National in Rungis entwarf.
Pierre Colboc studierte Architektur in Paris bei Louis Arretche. 1966 gewann er den Rompreis mit dem Thema Eine künstliche Insel, Zentrum der Künste und der Meeresfreizeit. Er schloss sein Studium 1967 ab. 1972 gründete er zusammen mit Renaud Bardon und Jean-Paul Philippon ACT Architecture. Ab 1976 war er Architekt des Atelier parisien d'urbanisme und beratender Architekt des Ministère de l'Équipement. Seit 1995 war er Mitglied der Académie d'architecture.

## Projektphilosophie
Pierre Colboc, der sich nach seinem Abschluss als Architekt in Frankreich in den USA aufhielt, ließ sich dort in Advocacy Planning ausbilden und praktizierte es, bevor er diese Dialogpraxis in Frankreich einführte. Pierre Colboc ist somit ein Pionier der Advocacy Planning-Praxis in Frankreich. Diese Praxis zielt darauf ab, die Stimme der am stärksten benachteiligten Bevölkerungsgruppen bei der Ausarbeitung von Stadtplanungsprojekten im Rahmen von Dialogsitzungen zu Gehör zu bringen.
Darüber hinaus hat sich Pierre Colboc in seinen verschiedenen Projekten für den Erhalt und die Umnutzung bestehender Gebäude eingesetzt, insbesondere zwischen 1975 und 2005. Für den Architekten muss ein Dialog zwischen dem Bestehenden und den neuen Gebäuden entstehen, zwischen der Geschichte, die ihre Spuren hinterlassen hat, und neuen Nutzungen und städtischen Dynamiken. Anstatt den Begriff Umnutzung zu verwenden, zieht Pierre Colboc es vor, von Neuschöpfung zu sprechen, um deutlich zu machen, dass es sich um eine Erfindung handelt.

## Bedeutende Werke
In Roubaix integrierte Pierre Colboc zwischen 1971 und 1979 bei der Sanierung des Viertels Courées die Überlegungen der Bewohner durch Workshops und setzte so die Philosophie des Advocacy Planning in die Tat um. Dann engagierte er sich ab 1972 mit dem PACT (Vereinsnetz für die Verbesserung des Wohnraums in Frankreich) für eine symbolträchtige Umnutzung von Industriegebäuden innerhalb der Îlot du Crouy.
Von der Umnutzung stillgelegter Fabriken bis hin zu Stadtvierteln realisierte er unter anderem das Musée d’Orsay in Paris (zusammen mit Renaud Bardon und Jean-Paul Philippon), die Spinnerei in Roubaix, die Kranhalle in Creusot, den Hangar Lumière in Lyon, die Mediathek in Amboise, das Museum des Hospice Saint-Roch in Issoudun, die Einrichtung der Mediathek Louise Labbé in Saint-Chamond und den Jardin de Reuilly in Paris.
1992 realisierte Colboc die Aufwertung des Hangar des ersten Films der Brüder Lumière, eines Gebäudes aus dem 19. Jahrhundert in Lyon. Der bescheidene Hangar wurde weltberühmt, weil er 1895 als Drehort für den Film Arbeiter verlassen die Lumière-Werke diente.
1998 sanierte Pierre Colboc die Universitätsbibliothek von Le Creusot in der ehemaligen Kran- und Lokomotivhalle, die Mitte des 19. Jahrhunderts erbaut wurde. Er entschied sich dafür, die Laufkräne im Lesesaal als Zeugnis der Industrie- und Arbeitertätigkeit zu erhalten.
2010 gewann er eine Ausschreibung für die neue Mediathek Aimé Césaire in Amboise und wurde mit der Sanierung bestehender Gebäude mit der Schaffung eines Empfangsbereichs, einem 100 m² großen Anbau und der Schaffung eines Auditoriums mit 100 Sitzplätzen in Holzverkleidung beauftragt.

### Umbau des Bahnhofs von Orsay zum Musée d’Orsay
Pierre Colboc, der mit Renaud Bardon und Jean-Paul Philippon in ACT Architecture zusammenarbeitete, gewann 1979 den Wettbewerb für die Umgestaltung des Bahnhofs von Orsay in ein Museum. Das Team wurde aufgrund seines Fachwissens im Bereich der Umgestaltung bestehender Gebäude mit starker Symbolik ausgewählt und nahm eine Position ein, die weder Pastiche noch eine reine Tabula rasa war, sondern vielmehr eine Neuinterpretation des Gebäudes in Abhängigkeit von seinem neuen Programm. Dies führte zu einer Veränderung der Ästhetik des Gebäudes. So war der Entwurf des Teams ACT Architecture der einzige, der vorschlug, das bestehende Gebäude zu erhalten. Die Architektur nutzt das 25.000 m² große Glasdach, um das zentrale Kirchenschiff mit Licht zu durchfluten. Die Innenarchitektur wurde Gae Aulenti anvertraut.

## Werke
Die Arbeiten von Pierre Colboc umfassen einen Teil in Verbindung mit ACT Architecture und einen anderen Teil innerhalb des Ateliers, das seinen Namen trägt.

### Mit ACT Architecture
- Musée d’Orsay, 1986
- Wohnungen, 17. Arrondissement (Paris), 1987

### Atelier Pierre Colboc
- Square de la Salamandre, 20. Arrondissement (Paris), 1988
- Garten und Fußgängerbrücke von Reuilly - Paul-Pernin, 12. Arrondissement (Paris), 1991
- Hangar du Premier-Film, Lyon, 1998
- Erweiterung des Rathauses, Le Havre, 1993
- Mediathek Louise Labbé, Saint-Chamond, 1999
- Universitätsbibliothek, Le Creusot, Sanierung der Kranhalle, 1998
- Umstrukturierung des Naturhistorischen Museums, La Rochelle, 2002
- Erweiterung des Museum des Saint-Roch-Hospizes, Issoudun, 1995–2007
- Passerelle du Chaperon Vert über die Autoroute A 6, zwischen Arcueil und Gentilly, mit der Alto Group, 2009
- Mediathek Aimé Césaire in Amboise, 2010